# Polo ai Giochi della VII Olimpiade
Il polo tornò nel programma olimpico ai Giochi della VII Olimpiade di Anversa, dopo l'assenza all'edizione del 1912.

## Risultati
|  | Semifinali    | Semifinali    | Semifinali    |               |        | Finale          | Finale          | Finale          |  |
|  |               |               |               |               |        |                 |                 |                 |  |
|  | Spagna        | Spagna        | 13            |               |        |                 |                 |                 |  |
|  | Spagna        | Spagna        | 13            |               |        |                 |                 |                 |  |
|  | Stati Uniti   | Stati Uniti   | 3             |               |        |                 |                 |                 |  |
|  | Stati Uniti   | Stati Uniti   | 3             |               | Spagna | Spagna          | 11              |                 |  |
|  |               |               |               |               | Spagna | Spagna          | 11              |                 |  |
|  |               |               | Gran Bretagna | Gran Bretagna | 13     |                 |                 |                 |  |
|  | Gran Bretagna | Gran Bretagna | Gran Bretagna | Gran Bretagna | 13     | 8               |                 |                 |  |
|  | Gran Bretagna | Gran Bretagna |               |               |        | 8               |                 |                 |  |
|  | Belgio        | Belgio        | 3             |               |        | Finale 3º posto | Finale 3º posto | Finale 3º posto |  |
|  | Belgio        | Belgio        | 3             |               |        |                 |                 |                 |  |
|  |               |               |               |               |        |                 |                 |                 |  |
|  |               |               |               |               |        | Stati Uniti     | Stati Uniti     | 11              |  |
|  |               |               |               |               |        | Stati Uniti     | Stati Uniti     | 11              |  |
|  |               |               |               |               |        | Belgio          | Belgio          | 3               |  |

## Formazioni
| Oro                                                                 | Argento                                                                     | Bronzo                                                    | Quarti                                                                         |
| Gran Bretagna                                                       | Spagna                                                                      | Stati Uniti                                               | Belgio                                                                         |
| Teignmouth Melville Frederick Barrett John Wodehouse Vivian Lockett | Leopoldo de La Maza Justo de San Miguel Alvaro de Figueroa José de Figueroa | Arthur Harris Terry Allen John Montgomery Nelson Margetts | Alfred Grisar Maurice Lysen Clément Van Der Straten Gaston Peers de Nieuwburgh |